# Mones (Petín)
Mones (llamada oficialmente San Miguel de Mones) es una parroquia y un lugar del municipio español de Petín, en la provincia de Orense, Galicia.

## Organización territorial
La parroquia está formada por dos entidades de población:
- Mones
- Sampayo (San Paio)

## Demografía

### Parroquia
| Gráfica de evolución demográfica de Mones (parroquia) entre 2000 y 2023 |
|                                                                         |
| Datos según el nomenclátor publicado por el INE.                        |

### Lugar
| Gráfica de evolución demográfica de Mones (lugar) entre 2000 y 2023 |
|                                                                     |
| Datos según el nomenclátor publicado por el INE.                    |